# Stazione di Casaluce
La stazione di Casaluce era una stazione ferroviaria posta sulla linea Alifana bassa. Serviva il centro abitato di Casaluce.

## Storia
La stazione, in origine denominata «Fertilia-Casaluce», venne attivata il 30 marzo 1913 insieme alla tratta ferroviaria da Napoli a Capua (Alifana bassa).
Nel secondo dopoguerra, a causa della crescente urbanizzazione dell’hinterland napoletano il servizio ferroviario non risultava più adeguato alle esigenze e doveva essere ricostruito, pertanto il 20 febbraio 1976 l’esercizio venne sospeso e chiuso, ma i lavori nel comune non sono mai stati iniziati, lasciando ancora oggi il comune di Casaluce senza accesso ferroviario o alcun altro mezzo di trasporto pubblico.

## Strutture e impianti
Il fabbricato viaggiatori a due piani della stazione è visibile, anche se diroccato, mentre il fascio binari è diventato un parcheggio.